# Autodidaktik
Autodidaktik, självundervisning, innebär att förvärva sakkunskaper utan att erhålla dem genom formell undervisning. Ordet stammar från grekiskans autos ('själv') och didaskein ('lära', 'undervisa'), och betyder därmed 'självlärdhet'. En självlärd person är en autodidakt.

## En autodidakt
Betydelsen av autodidaktik sträcker sig bortom betydelsen om självstyrt lärande. Dit räknas även andra egenskaper som förknippas med en autodidakt, vilka kan vara ett ivrigt intresse för bildning utan vägledd undervisning, hög självmotivation samt strävan efter att inte bry sig om institutioner för att i stället kontrollera sitt eget öde.

## Autodidakter
Autodidakter används inom litteraturvetenskapen om en grupp författare under 1900-talet med rötter i arbetarklassen eller den obesuttna landsbygdsbefolkningen som saknade formell utbildning. Deras verk kännetecknas ofta av social kritik, national-historiskt intresse, samt moraliska spörsmål i vardagen. Bland svenska autodidakter kan nämnas  Gustav Hedenvind-Eriksson, Moa Martinson, Harry Martinson, Ivar Lo-Johansson och Vilhelm Moberg. Axel Wallengren ("Falstaff, fakir") kallade sig skämtsamt Autodidaktiæ Doktor.
Inom konstvetenskap förekommer uttrycket också, främst om västerländska bildkonstnärer som inte utbildats vid akademier eller konsthögskolor. Ibland förminskas detta faktum (William Blake), ibland beskrivs utövare som naivister istället (Henri Rousseau), eller i likhet med Ferdinand Cheval som särlingar.